# 古华明
古华明（1946年9月—），广东五华人，中华人民共和国政治人物、外交官。

## 生平
古华明曾任驻旧金山总领事馆领事和驻洛杉矶总领事馆副总领事。1998年9月，出任首任中国驻卡尔加里总领事。2002年3月，出任中华人民共和国驻圣卢西亚大使。2007年5月，因两国断交而离任。